# جان استراسبرگ
جان استراسبرگ (انگلیسی: John Strasberg؛ زادهٔ ۲۰ مهٔ ۱۹۴۱) بازیگر، کارگردان و نویسنده اهل ایالات متحده آمریکا است.